# Pseudolophia nigrosignata
Pseudolophia nigrosignata är en skalbaggsart som beskrevs av Stefan von Breuning 1969. Pseudolophia nigrosignata ingår i släktet Pseudolophia och familjen långhorningar. Inga underarter finns listade i Catalogue of Life.